# Język napu
Język napu, także: pekurehua, bara – język austronezyjski używany w prowincji Celebes Środkowy w Indonezji (10 wsi, kecamatan Lore Utara, kabupaten Poso). Według danych z 2000 roku posługuje się nim nieco ponad 6 tys. osób. W 1989 r. oszacowano, że ma 8 tys. użytkowników.
Według doniesień z 2004 i 2011 r. pozostaje w powszechnym użyciu i jest preferowanym środkiem komunikacji nieformalnej, po części występuje również w sferze religijnej. Pewne dane sugerują, że doszło do redukcji przekazu międzypokoleniowego i wzrostu roli języka indonezyjskiego. W regionie częsta jest wielojęzyczność, niektórzy zawierają małżeństwa mieszane. W wielu domenach (edukacja, administracja, kontakty z osobami z zewnątrz) dominuje język narodowy. Znaczna część osób zna też inne języki etniczne.
Jest blisko spokrewniony z językami (bądź dialektami) bada i besoa, przy czym są one socjolingwistycznie odrębne.
Materiały nt. tego języka obejmują słownik (Kamus Napu–Indonesia–Inggris, 2011), opis fonologii (Phonology of Napu, 1991)  oraz opracowania gramatyczne: Struktur Bahasa Napu (1989) , An introduction to the grammar of Napu (2001, 2004)  . Jest zapisywany alfabetem łacińskim. Piśmiennictwo jest słabo rozwinięte.